# Jacob August Otto
Jacob August Otto, född 1760 eller 1764 i Gotha, död 1829 eller 1830 i Lobeda, var en tysk musikinstrumentmakare. Han var far till Carl Wilhelm Fritz Otto.
Otto var en på sin tid berömd fiolbyggare. Han var elev till Franz Anton Ernst i sin hemstad och därefter verksam i Weimar, Halle, Leipzig, Magdeburg, Berlin och Jena. Han är känd även som författare till två klassiska arbeten om violinen, Ueber den Bau und die Erhaltung der Geige und aller Bogeninstrumente (1817) och Ueber den Bau der Bogeninstrumente und über die Arbeiten der vorzüglichsten Instrumentenmacher (1828, engelsk översättning 1848). Alla hans fem söner blev violintillverkare.